# Демьянов, Анатолий Илларионович
Анатолий Илларионович Демьянов (10 июля 1942, Ижевск — 23 декабря 2020, там же) — русский советский поэт, прозаик, журналист, эссеист, переводчик. Член Союза писателей СССР (1976). Народный поэт Удмуртии (2017). Лауреат премии Правительства Удмуртской Республики в области литературы (2019).

## Биография
Анатолий Илларионович Демьянов родился 10 июля 1942 года в Ижевске. Окончил Сарапульский техникум пищевой промышленности, затем — Литературный институт имени А. М. Горького.
Работал машинистом холодильных установок, кочегаром паровых котлов, техническим инспектором, диспетчером на заводе, корреспондентом газеты, заведующим Бюро пропаганды художественной литературы, литературным консультантом; руководил литературным объединением при Союзе писателей Удмуртии.
В 90-х годах уехал из Ижевска жить в посёлок городского типа Кизнер Удмуртской Республики; прежде чем уйти на заслуженный отдых, работал там собкором республиканской газеты «Известия Удмуртской Республики».
Много лет входил в состав редколлегии журнала «Луч».
Умер 23 декабря 2020 года.

## Творчество
Начал печататься в 1962-м году в республиканских газетах, затем в журналах «Урал», «Рабоче-крестьянский корреспондент», в альманахе «Поэзия», в антологии «Русская поэзия. XX век». 
Первая книга стихов «Череда» вышла в Ижевске 1969 году, затем последовали сборники «Душа живая», «Дыхание сердца», «Звёзды позднего лета» и др. В 1988 году в издательстве «Советский писатель» вышла книга избранных стихов Анатолия Демьянова «Посредине России». 
В 1986 году была опубликована книга прозы «По лунной дорожке», в которую вошли две повести — «Пир и мир, и добры люди» и «Стихия воды», а в 1990-м в издательстве «Современник» вышла отдельным изданием повесть «Ветка вереска». 
Анатолий Демьянов занимался переводами стихотворных и прозаических произведений с удмуртского и других языков. Им было переведено свыше пятидесяти поэтических книг удмуртских авторов. 
В 2017 году ему было присуждено звание — Народный поэт Удмуртии. В 2019-м — удостоен литературной премии Правительства республики за книгу поэзии «Время серебра».

## Книги
- Анатолий Демьянов Череда: Стихи. Ижевск: Удмуртия, 1969.
- Анатолий Демьянов Душа живая: Стихи. [Предисл. А. Михайлова]; [Ил.: И. Г. Спориус].— Ижевск: Удмуртия, 1975.
- Анатолий Демьянов Дыхание сердца: Поэмы. Стихи. Переводы. [Предисл. Н. Кралиной; Худож. И. Г. Спориус]. — Ижевск, Удмуртия, 1978. — 104 с.
- Анатолий Демьянов Ветка вереска: Повесть. — Ижевск: Удмуртия, 1981. — 140 с.
- Анатолий Демьянов Звёзды позднего лета: Сборник стихотворений. — Ижевск, Удмуртия, 1983. — 52 с.
- Анатолий Демьянов По лунной дорожке: Повести. — Устинов, Удмуртия, 1986. — 248 с.
- Анатолий Демьянов Посредине России: Стихи. [Худож. А. Поцелуев]. — М.: «Советский писатель», 1988. — 142 с. ISBN 5-265-00118-2
- Анатолий Демьянов Альфа Лиры: Стихи. — Ижевск: Удмуртия, 1990. — 128 с. ISBN 5-7659-0036-4
- Анатолий Демьянов Ветка вереска: Повесть. — М.: «Современник», 1990)

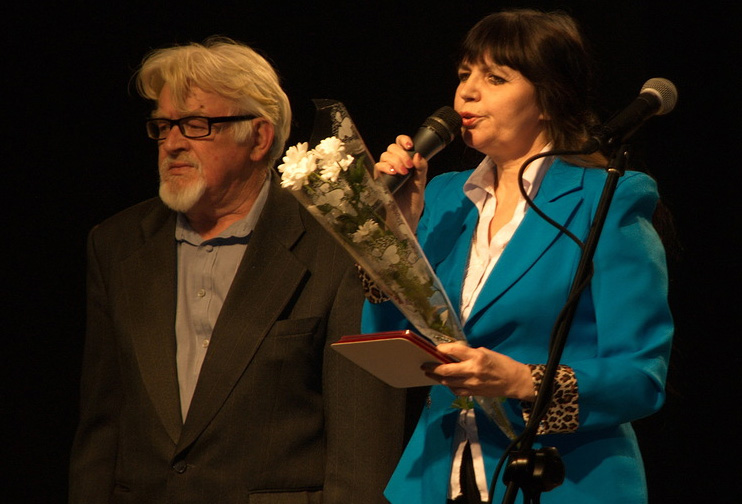
_{Удмуртская поэтесса Ада Диева вручает русскому поэту и переводчику Анатолию Демьянову удостоверение и нагрудный знак «Народный поэт Удмуртской Республики». Ижевск, 8 февраля 2018 года.}

- Анатолий Демьянов В лесу, и в поле, и везде: Лесные истории. [Для дошк. и мл. шк. возраста]. Худож. А. Сафиуллин. — Ижевск: Удмуртия, 1991. Серия: Для дошкольного и младшего школьного возраста)
- Анатолий Демьянов Лесные истории: Рассказы и стихи [Для детей]. — Ижевск: Тодон, 1995. — 28 с. ISBN 5-900575-09-8
- Анатолий Демьянов Время серебра: Стихи. — Ижевск: Удмуртия, 2018. — 288 с. ISBN 978-5-7659-1043-6

и др.

## Сборники и антологии
- Поэзия: Альманах Выпуск 38. — Редакторы Н. Старшинов, Г. Красников. — М.: Молодая гвардия, 1984. — 191 с.; [А. Демьянов; биб. справ. — С. 134-135: Про сверчка. Прощение лету. Цветы осени.], ил.; 100 000 экз.
- Русская поэзия. XX век. Антология. — Под редакцией В. А. Кострова. [А. Демьянов; биб. справ. — С. 668: Человеку с лицензией. Прощение лету. (Стихи)]. — М.: ОЛМА—ПРЕСС, 1999. — 926 с.; В пер.; ил.; 11 000 экз. — ISBN 5-224-00134-X

## Цитата
Со смехом-то легче жить! Это великое счастье понимать шутку и уметь пошутить. Смехом на Руси всегда открещивались от всех слёз и бед. Любую другую страну от этих напастей давно бы в клочья разнесло, а мы смеёмся. Причём русский человек любит хохотать над собой. Знаете почему? Потому что если не уметь смеяться над собой, то тогда над ним будут смеяться другие. Вот такой интересный приём…
— Анатолий Демьянов